# Miriam Blasco
Miriam Blasco, född den 12 december 1963 i Valladolid, Spanien, är en spansk judoutövare.
Hon tog OS-guld i damernas lättvikt i samband med de olympiska judotävlingarna 1992 i Barcelona.